# Daniel Chamier

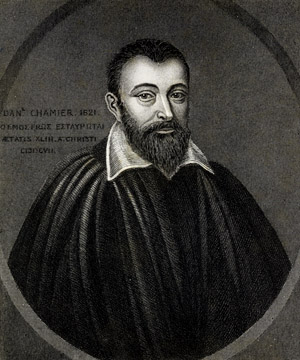
Daniel Chamier

Daniel Chamier (ca. 1564 - Montauban, 17 oktober 1621) was een Franse protestants theoloog en predikant.

## Levensloop
Chamier werd geboren in de Dauphiné in 1564 of 1565 als zoon van een predikant. Hij liep school in Alès en studeerde aan de universiteit van Orange en ten slotte in Genève, waar hij theologie studeerde. Hij werd predikant in Montélimar waar hij zijn vader opvolgde. Chamier was betrokken bij de onderhandelingen en bij het opstellen van het Edict van Nantes in 1598. Hij nam ook deel aan verschillende synoden.
In 1612 werd hij aangesteld als professor aan de protestantse academie van Montauban. Hij ging over tot de reorganisatie van deze protestantse universiteit die in 1579 was opgericht door Michel Bérauld. Hij werd een van de leiders van de Hugenotenopstanden tegen koning Lodewijk XIII die de verworvenheden van het Edict van Nantes probeerde terug te draaien. Bij het beleg van Montauban door het leger van de koning in 1621 vuurde Chamier de verdedigers aan met gebeden en aanmaningen. Hij werd dodelijk gewond door een kanonskogel in de buik.
Daniel Chamier had vier kinderen met zijn vrouw (familienaam de Portal): drie dochters en een zoon, Adrien Chamier (-1671), die ook pastor werd in Montélimar.